# 各務三郎
各務 三郎（かがみ さぶろう、1936年10月20日 - ）は、海外ミステリ編集者、翻訳家、評論家、アンソロジスト。
本名、太田博。日本推理作家協会会員。

## 略歴
愛知県岡崎市出身。愛知県立岡崎高等学校卒業。早稲田大学商学部在学中は歌人として知られた。歌人としての名義は太田比呂史であり、結社「未来」に参加していた。
同大学卒業後、早川書房に入社し、『ミステリマガジン』の編集に携わる。常盤新平の後を受け、1969年8月号から編集長になり、1973年6月号まで務める。その後フリーとなり、海外ミステリの翻訳（ジュニア向け多数）、評論執筆、アンソロジー編纂に携わる。
1995年に『チャンドラー人物事典』で、第48回日本推理作家協会賞を評論その他の部門で受賞した。
大学時代に囲碁部に所属しており、2008年には第3回文人碁会で優勝した。

## 著書

### 単著
- 『ミステリ散歩』（文泉） 1973　のち中公文庫
- 『赤い鰊のいる海 : 現代推理小説入門』（読売新聞社） 1977

### 共著・編著
- 『東西ベストミステリーガイド』（郷原宏共著、産経新聞社） 1992/12/1
- 『チャンドラー人物事典』（編著、柏書房） 1994

### 訳書（一般）
- 『キング・コング』（エドガー・ウォーレス, メリアン・C・クーパー、各務三郎訳、角川書店、角川文庫） 1976
- 『黒いアリス』（トム・デミジョン、各務三郎訳、角川書店、角川文庫） 1976
トム・デミジョンはトマス・M・ディッシュとジョン・スラデックの合作ペンネーム
- 『エラリー・クイーン傑作集』（エラリー・クイーン、各務三郎編、真野明裕訳、番町書房、イフ・ノベルズ） 1977
- 『ガードナー傑作集』（E・S・ガードナー、各務三郎編、池央耿訳、番町書房、イフ・ノベルズ） 1977
- 『探偵 人間百科事典』（フランク・グルーバー、各務三郎訳、番町書房、イフ・ノベルズ） 1977
- 『チャンドラー傑作集』（レイモンド・チャンドラー、清水俊二訳、各務三郎編、番町書房、イフ・ノベルズ） 1977
- 『クリスティー傑作集』（クリスティー、深町真理子訳、各務三郎編、番町書房、イフ・ノベルズ） 1977
- 『推理小説の整理学 外国編 ゾクゾクする世界の名作・傑作探し』（各務三郎著、かんき出版、Kanki book） 1977
- 『世界ショートショート傑作選 1』（各務三郎編、講談社、講談社文庫） 1978
- 『チャンドラー　美しい死顔』（チャンドラー、各務三郎編、清水俊二訳 講談社、講談社文庫） 1979
- 『ガードナー　怪盗と接吻と女たち』（ガードナー、各務三郎編、池央耿訳、講談社、講談社文庫） 1979
- 『クリスティーの6個の脳髄』（クリスティー、各務三郎編、深町真理子訳、講談社、講談社文庫） 1979
- 『ハードボイルドの探偵たち』（各務三郎編、パシフィカ、名探偵読本6） 1979
- 『シャーロック・ホームズ事典』（ジャック・トレイシー、各務三郎監訳、大村美根子・風見潤・日暮雅通訳、パシフィカ） 1980、復刊すずさわ書店、2000

### 訳書（ジュブナイル）
- 『ソロモン王の宝窟』（ライダー・ハガード、各務三郎訳、生頼範義絵、朝日ソノラマ、少年少女世界冒険小説1） 1973
- 『ジキル博士とハイド氏』（R.L.スチブンソン、各務三郎訳、朝日ソノラマ、少年少女世界恐怖小説9） 1973
- 『死体なき殺人』（ドイル、各務三郎訳、柳柊二絵、集英社、名探偵シャーロック・ホームズ10） 1973
- 『怪盗セイントの金庫やぶり』（レスリー・チャータリス、白木茂等編、各務三郎訳、水野良太郎え、岩崎書店、世界の名探偵物語4) 1974
- 『名探偵マープルおばさん』（クリスティー、白木茂等編、各務三郎訳、山中冬児え、岩崎書店、世界の名探偵物語9） 1974
- 『ミクロの恐怖 : 縮小人間』（R.マシスン、各務三郎訳、伊藤展安え、秋田書店、SF恐怖シリーズ2） 1974
- 『異次元』（ナイジェル・ニール他原作、各務三郎訳、壇一発え、朝日ソノラマ、少年少女怪奇の世界6） 1975
- 『どろぼう天国』（チェスタートン、各務三郎訳、横山まさみちえ、あかね書房、推理・探偵傑作シリーズ） 1975
- 『消えた人間のなぞ』（各務三郎編、田村元他え、学習研究社、ジュニアチャンピオンノベルス） 1975
- 『ABC殺人事件』（A・クリスティ、各務三郎訳、文研出版、文研の名作ミステリー2） 1977
- 『シャーロック・ホームズ全集 緋色の研究 ほか』（コナン・ドイル）、偕成社 1991、新版2003。訳者の一員
- 『ベイジルとふたご誘拐事件』（イヴ・タイタス、各務三郎訳、ポール・ガルドン絵、あかね書房、ねずみの国のシャーロック・ホームズ1） 1978
- 『ベイジルと犯罪王』（イヴ・タイタス、各務三郎訳、ポール・ガルドン絵、あかね書房、ねずみの国のシャーロック・ホームズ2） 1978
- 『ベイジルと失われた世界』（イヴ・タイタス、各務三郎訳、ポール・ガルドン絵、あかね書房、ねずみの国のシャーロック・ホームズ3） 1979
- 『ベイジルのメキシコ冒険旅行』（イブ・タイタス、各務三郎訳、ポール・ガルドン絵、あかね書房、ねずみの国のシャーロック・ホームズ4） 1979